# Scott Adkins
Scott Adkins (Sutton Coldfield, 17 giugno 1976) è un attore e artista marziale britannico noto principalmente per aver interpretato il lottatore russo Yuri Boyka nei film della serie Undisputed.

## Biografia
Adkins nasce da una famiglia di macellai da generazioni, con origini spagnole. Ha frequentato la Bishop Vesey's Grammar School a Sutton Coldfield; non tra i migliori studenti, Adkins passava le notti a vedere film di nascosto dai genitori mentre dormivano. Ha praticato judo dall'età di dieci anni, amando il mondo delle arti marziali al punto tale da idolatrare Bruce Lee e Jean-Claude Van Damme. Allestì il suo garage come fosse un dojo, nel quale teneva un altarino dedicato a Bruce Lee. All'età di tredici anni viene aggredito a scuola e si promise di non farlo più accadere, così comincia a prendere lezioni di Taekwondo.
Dopo aver preso la cintura nera all'età di 17 anni, passa alla kickboxing, ma la sua passione principale diventano i film e si iscrive così ad una scuola di recitazione al Sutton Coldfield College.
All'età di ventun anni gli viene offerto un posto alla prestigiosa Webber Douglas Academy of Dramatic Art, che però dovette poi abbandonare per problemi economici, non avendo borse di studio. Ricevette il primo piccolo ruolo in un film d'arti marziali di Hong Kong, Dei seung chui keung, nel 2001. Da qui in poi iniziò una carriera fatta prevalentemente di film d'azione. Adkins ha aperto anche una palestra di taekwondo e di kickboxing a Hollywood. Fu presente anche nel cast di film molto famosi come Zero Dark Thirty (che ricevette alcune candidature all'Oscar), I Mercenari 2 e Doctor Strange. Il suo ruolo più noto è quello di Yuri Boyka, lottatore di MMA russo, interpretato in Undisputed II: Last Man Standing come antagonista, Undisputed III: Redemption e Undisputed 4 - Il ritorno di Boyka come protagonista. Nel 2019 interpreta il sergente Barton Geddes, antagonista in Ip Man 4: The Finale, pellicola conclusiva della saga dedicata al maestro di Bruce Lee.
Ha praticato anche Judo, Haidong Gumdo, Jiu jitsu brasiliano, hapkido e Karate.

## Filmografia parziale

### Attore
- Dei seung chui keung, regia di Wei Tung (2001)
- Spia per caso (The Accidental Spy), regia di Teddy Chan (2001)
- Black Mask 2: City of Masks, regia di Tsui Hark (2002)
- Special Forces, regia di Isaac Florentine (2003)
- The Medallion, regia di Gordon Chan (2003)
- Danny the Dog, regia di Louis Leterrier (2005)
- Pit Fighter, regia di Jesse V. Johnson (2005)
- La Pantera Rosa (The Pink Panther), regia di Shawn Levy (2006)
- Undisputed II: Last Man Standing, regia di Isaac Florentine (2006)
- The Bourne Ultimatum - Il ritorno dello sciacallo (The Bourne Ultimatum), regia di Paul Greengrass (2007)
- The Shepherd - Pattuglia di confine (The Shepherd: Border Patrol), regia di Isaac Florentine (2008)
- Stag Night, regia di Peter A. Dowling (2008)
- The Tournament, regia di Scott Mann (2009)
- Ninja, regia di Isaac Florentine (2009)
- X-Men le origini - Wolverine, regia di Gavin Hood (2009)
- Undisputed III: Redemption, regia di Isaac Florentine (2010)
- Assassination Games - Giochi di morte (Assassination Games), regia di Ernie Barbarash (2011)
- I mercenari 2 (The Expendables 2), regia di Simon West (2012)
- Universal Soldier - Il giorno del giudizio, regia di John Hyams (2012)
- Zero Dark Thirty, regia di Kathryn Bigelow (2012)
- El gringo, regia di Eduardo Rodriguez (2012)
- Ninja: Shadow of a Tear, regia di Isaac Florentine (2013)
- Legendary - La tomba del dragone (Legendary), regia di Eric Styles (2013)
- Hooligans - Sotto copertura (Green Street Hooligans 3) regia di James Nunn (2013)
- Hercules - La leggenda ha inizio (The Legend of Hercules), regia di Renny Harlin (2014)
- Wolf Warriors, regia di Wu Jing (2015)
- Close Range - Vi ucciderà tutti (Close Range), regia di Isaac Florentine (2015)
- Zero Tolerance, regia di Wit Kaosainan (2015)
- Undisputed 4 - Il ritorno di Boyka (Boyka: Undisputed IV), regia di Todor Chapkanov e Isaac Florentine (2016)
- Jarhead 3 - Sotto assedio (Jarhead 3: The Siege), regia di William Kaufman (2016)
- Grimsby - Attenti a quell'altro (The Brothers Grimsby), regia di Louis Leterrier (2016)
- Criminal, regia di Ariel Vromen (2016)
- Doctor Strange, regia di Scott Derrickson (2016)
- Senza tregua 2 (Hard Target 2), regia di Roel Reiné (2016)
- Eliminators - Senza regole (Eliminators), regia di James Nunn (2016)
- Assediati in casa (Home Invasion), regia di David Tennant (2016)
- Savage Dog - Il selvaggio (Savage Dog), regia di Jesse V. Johnson (2017)
- American Assassin, regia di Michael Cuesta (2017)
- Accident Man, regia di Jesse V. Johnson (2018)
- The Debt Collector, regia di Jesse V. Johnson (2018)
- Incoming - Fuga dalla prigione orbitante, regia di Eric Zaragoza (2018)
- Triple Threat, regia di Jesse V. Johnson (2019)
- Missione vendetta (Avengement), regia di Jesse V. Johnson (2019)
- Abduction - Minaccia dal cielo (Abduction), regia di Ernie Barbarash (2019)
- Ip Man 4 - The Finale (Ip Man 4), regia di Wilson Yip (2019)
- Debt Collectors, regia di Jesse V. Johnson (2020)
- Legacy of Lies - Gioco d'inganni (Legacy of Lies), regia di Adrian Bol (2020)
- Seized - Sotto ricatto (Seized), regia di Isaac Florentine (2020)
- Dead Reckoning, regia di Kristin Alexandre (2020)
- Max Cloud, regia di Martin Owen (2020)
- Castle Falls, regia di Dolph Lundgren (2021)
- Una sola possibilità (One Shot), regia di James Nunn (2021)
- John Wick 4 (John Wick: Chapter 4), regia di Chad Stahelski (2023)
- Ancora una possibilità (One More Shot), regia di James Nunn (2024)
- A luci spente (Lights Out), regia di Christian Sesma (2024)
- The Killer's Game, regia di J.J. Perry (2024)

### Sceneggiatore
- Accident Man, regia di Jesse V. Johnson (2018)

## Doppiatori italiani
Nelle versioni in italiano dei suoi lavori, Scott Adkins è stato doppiato da:
- Alessandro Quarta in Accident Man, Day Shift - A caccia di vampiri, Ancora una possibilità, A luci spente
- Francesco Bulckaen in The Debt Collector, Missione vendetta, Legacy of Lies - Gioco d'inganni
- Alessandro Germano in Undisputed II: Last Man Standing, Undisputed III: Redemption
- Stefano Alessandroni in Senza tregua 2, Undisputed 4 - Il ritorno di Boyka
- Stefano Crescentini in Assassination Games, Castle Falls
- Christian Iansante in Debt Collectors, Una sola possibilità
- Guido Di Naccio in I mercenari 2, Triple Threat
- Simone D'Andrea in Universal Soldier - Il giorno del giudizio
- Mirko Mazzanti in Legendary - La tomba del dragone
- Roberto Gammino in The Shepherd - Pattuglia di confine
- Alessandro Messina in Hercules - La leggenda ha inizio
- Francesco Prando in Close Range - Vi ucciderà tutti
- Roberto Draghetti in Black Mask 2: City Of Masks
- Riccardo Rossi in American Assassin
- Marco Bassetti in El Gringo
- Oliviero Cappellini in Ip Man 4
- Alessio Cigliano in Criminal
- Dario Oppido in John Wick 4
- Massimo Triggiani in Ninja
- Dodo Versino in The Killer's Game